# Geelgerande watertor
De geelgerande watertor (Dytiscus marginalis) is een kever uit de familie waterroofkevers (Dytiscidae).
De geelgerande watertor kan een lichaamslengte bereiken van ongeveer 3,5 centimeter en is een van de grootste kevers in België en Nederland. De geelgerande watertor is hier ook vrij algemeen, in tegenstelling tot andere grote kevers zoals de grote spinnende watertor en het vliegend hert. De geelgerande watertor is te herkennen aan het van boven bezien langwerpig ovale, maar zijwaarts gezien platte, gestroomlijnde lichaam, de zwartgroene kleur en de gele rand aan de buitenrand van de dekschilden. Het halsschild is geheel geel omrand en hieraan is de soort te onderscheiden van de meeste gelijkende waterkevers.
De geelgerande watertor is een felle rover die voornamelijk op insecten jaagt, maar ook kleine vissen en amfibieën zoals salamanders buitmaakt. De kever kan in kleine tuinvijvers schadelijk zijn doordat kleine vissen en amfibieënlarven worden gegeten. Door kwekers van goudvissen en koikarpers wordt de kever beschouwd als een plaagsoort.
De geelgerande watertor leeft in uiteenlopende wateren met een dichte onderwatervegetatie zoals sloten en vennen. De kever kan vliegen; hij doet dit in de regel 's nachts. Op het land kan de kever zich niet goed voortbewegen vanwege de tot roeispanen omgevormde poten.

## Naamgeving en taxonomie
De naam Dytiscus marginalis werd voor het eerst in 1758 door Carl Linnaeus geldig gepubliceerd.

### Naam
Oorspronkelijk werd de naam Dyticus marginalis gebruikt (in plaats van Dytiscus). Later werd de kever beschreven onder de wetenschappelijke namen Dytiscus totomarginalis (DeGeer, 1774), Dytiscus submarginalis (Stephens, 1820) en Dytiscus circumductus (\Serville, 1830).
De wetenschappelijke naam, Dytiscus marginalis, verwijst naar zowel de levenswijze als het uiterlijk; de geslachtsnaam Dytiscus betekent 'duiker' en slaat op de gewoonte om na het ademhalen aan de oppervlakte recht naar beneden te duiken. De soortnaam marginalis betekent 'rand' en verwijst naar de gele randen van het halsschild en de dekschilden.

### Namen in Nederland en andere talen
De kever staat bekend onder vele Nederlandstalige namen, maar de soort wordt in de literatuur meestal met geelgerande watertor aangeduid. Andere Nederlandstaligee namen die wel gebruikt worden zijn geelrandwaterroofkever, geelgerande water(roof)kever, 'gewone geelgerande waterroofkever of gewone geelrand, geelgestreepte waterkever, gewone geelgerande, gewone geelgerande waterkever, gerande watertor, geelgerande waterkever, gewone geelgerande watertor, geelrandkever, gewone geelrand en geelgerande waterroofkever.
In de Duitse taal wordt verwezen naar de tekening (gelbrandkäfer) en ook het Frans wijst op de geelgekleurde rand van het dier (dytique bordé). In de Engelse taal verwijst de triviale naam naar de relatieve grootte van de kever (great diving beetle).

### Ondersoorten
Er worden twee ondersoorten erkend; Dytiscus marginalis marginalis en Dytiscus marginalis czerskii. Deze laatste ondersoort werd pas in 1953 door Zaitsev beschreven en komt voor in het oostelijke deel van het verspreidingsgebied; ten oosten van het Baikalmeer in Rusland.

## Uiterlijke kenmerken

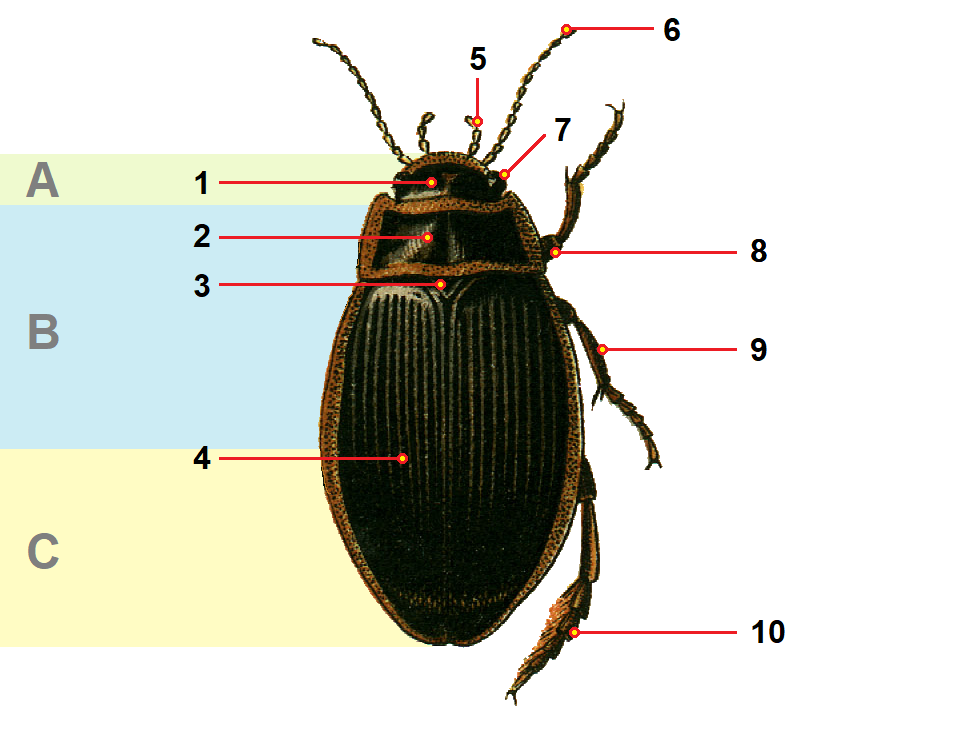
Lichaamsdelen van de geelgerande watertor:

De geelgerande watertor is een vrij grote soort die een lengte van 27 tot 35 millimeter kan bereiken. De lichaamsvorm is langwerpig ovaal van boven en zeer gestroomlijnd van opzij bezien. Het lichaam bestaat net als alle kevers uit drie delen: de kop (A), het borststuk of thorax (B) en een achterlijf of abdomen (C). Deze delen corresponderen echter niet met de drie zichtbare delen aan de bovenzijde, de kop is wel goed te zien doordat deze is afgesnoerd en aan de bovenzijde is voorzien van een kopschild of vertex (1).

### Kop
Aan de voorzijde van de kop is een gele rand aanwezig, met in het midden twee tasters (5). Aan weerszijden zijn de antennes (6) en de ogen (7) te zien. Zowel de tasters zijn gesegmenteerd. De ogen zijn relatief groot en zijn aan de voorzijde van de kop gepositioneerd. De geelgerande watertor heeft geen ocelli.

### Borststuk
Het borststuk is aan de voorzijde onder het halsschild of pronotum (2) gelegen. Achter het halsschild is in het midden het scutellum of schildje zichtbaar (3). Het achterste deel van het borststuk en het achterlijf zijn onder de dekschilden of elytra (4) gelegen. De kleur van de dekschilden of elytra neigt naar zwart maar is zeer donkergroen met een metaalachtige glans. Wat direct opvalt is de gele rand van het halsschild en de dekschilden aan de buitenzijde van het lichaam waaraan de kever zijn naam te danken heeft.
De dekschilden zijn ontstaan uit verdikte en verharde voorvleugels die de dunne, vliezige achtervleugels beschermen. De doorzichtige achtervleugels worden gebruikt om mee te vliegen. Ze zijn bij zwemmende exemplaren niet te zien omdat ze volledig aan het oog worden onttrokken door de voorvleugels. Zie voor het vliegvermogen ook onder levenswijze.
In tegenstelling tot de meeste kevers zijn de mannetjes eenvoudig van de vrouwtjes te onderscheiden door deze dekschilden. De dekschilden van de mannetjes zijn glad, maar die van de vrouwtjes zijn sterk in de lengte gegroefd. Het gegroefde oppervlak valt extra op doordat de groeven zelf geelbruin van kleur zijn, maar de verhoogde randen niet. Bij hoge uitzondering komen soms vrouwtjes voor met gladde dekschilden, zij zijn echter van mannetjes te onderscheiden door de vorm van de poten.

### Poten
De poten van de mannetjes verschillen duidelijk van die van de vrouwtjes, althans het voorste paar (8). Het middelste paar bestaat (9) uit 'normale' poten die vergelijkbaar zijn met die van andere insecten maar ook deze dragen kleine zuignapjes. Het achterste potenpaar (10) is sterk verbreed en draagt aan weerszijden een borstelige beharing. Dit potenpaar dient als roeispanen en zowel de verbrede vorm als de franje-achtige beharing zorgen voor een groter pootoppervlak wat het zwemvermogen bevordert. Het middelste potenpaar dient als anker als de kever zich onder water ergens aan vast wil houden; het uiteinde is voorzien van duidelijke klauwachtige structuren. De functie van het voorste potenpaar is verschillend per sekse, bij de vrouwtjes vervullen de poten ongeveer dezelfde functie als het middelste potenpaar. Bij de mannetjes echter zijn de voorvoeten, de laatste segmenten van de voorpoten, duidelijk schijfvormig afgeplat en aan de onderzijde zijn vele kleine zuignapjes aanwezig. Van deze zuignapjes is er één sterk vergroot en duidelijk zichtbaar, een andere is iets vergroot en ongeveer de helft kleiner en de overige zuignapjes zijn veel kleiner. Ze zijn met het blote oog niet als zodanig te herkennen. Het zijn er in totaal ongeveer 160. Ook aan het middelste potenpaar zijn zuignapjes aanwezig maar deze zijn allen klein en weinig opvallend. De zuignappen spelen een rol bij de paring. Het mannetje kan een vrouwtje zo beter vasthouden. Zie ook onder voortplanting.

### Achterlijf

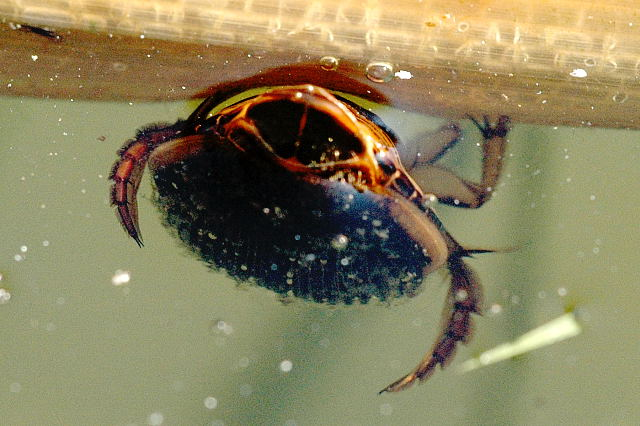
De kever steekt niet zijn kop maar de achterlijfspunt boven water om adem te halen.

Het achterlijf is relatief klein en bevat de organen. De geelgerande watertor is een kever die vrijwel permanent onder water leeft. Net als alle andere kevers heeft de soort een ademhalingsstelsel dat afhankelijk is van atmosferische lucht. De kever draagt om onder water te kunnen leven een permanente zuurstofvoorraad in de vorm van een luchtbel onder de vleugels en de buik. De luchtbel wordt deels aangevuld met zuurstof die door diffusie uit het water in de bel wordt opgelost. De kever laat de luchtbel hiertoe iets uitstulpen om het oppervlak te vergroten. De kever moet echter regelmatig ademhalen aan de oppervlakte om verse lucht te verkrijgen. Hierbij wordt de achterlijfspunt net boven het wateroppervlak uitgestoken. De dekschilden worden hierbij iets opgetild, waarbij een kier ontstaat tussen de achterlijfspunt en de dekschilden. Hierdoor wordt eerst de oude luchtvoorraad naar buiten geperst en vervolgens wordt verse lucht opgenomen en duikt de kever weer onder. Bij waterkevers zijn de ademopeningen of stigmata niet aan de zijkanten gepositioneerd, zoals bij de meeste insecten het geval is, maar zijn de stigmata naar het midden verplaatst om efficiënter te kunnen ademhalen.
Het meedragen van een permanente zuurstofbron in de vorm van een luchtbel op het lichaam komt ook voor bij andere, niet verwante waterkevers. Van een aantal kleinere soorten waterroofkevers is bekend dat ze weken tot maanden onder water kunnen verblijven zonder aan het oppervlak adem te halen. Deze kevers vullen hun zuurstofbehoefte aan door de zuurstofrijke luchtbelletjes die door planten worden uitgescheiden, op te nemen in het achterlijf. Een ander ongewerveld dier dat gebruikmaakt van een luchtbel om onder water te blijven is de waterspin.
De door de kevers meegevoerde luchtbel dient niet alleen voor de ademhaling, maar vergroot ook het drijfvermogen. Grotere verwanten van de geelgerande watertor, zoals de brede geelgerande watertor, kunnen zonder luchtbel zelfs het wateroppervlak niet meer bereiken.
Ook de larven van de watertor moeten aan de oppervlakte ademen, omdat ze geen kieuwen hebben zoals andere waterinsecten als libellenlarven. Omdat het slechte zwemmers zijn houden ze zich vaak op in de vegetatie vlak onder het wateroppervlak. De larve heeft geen adembuis zoals veel waterinsecten en moet de achterlijfspunt direct boven het oppervlak steken om te ademen. De twee achterlijfsaanhangsels (cerci) spelen een belangrijke rol bij het in de juiste positie houden van het lichaam tijdens het ademhalen. De larve heeft vaak een witte achterlijfspunt wat veroorzaakt wordt door de zichtbare luchtbel.

### Larve

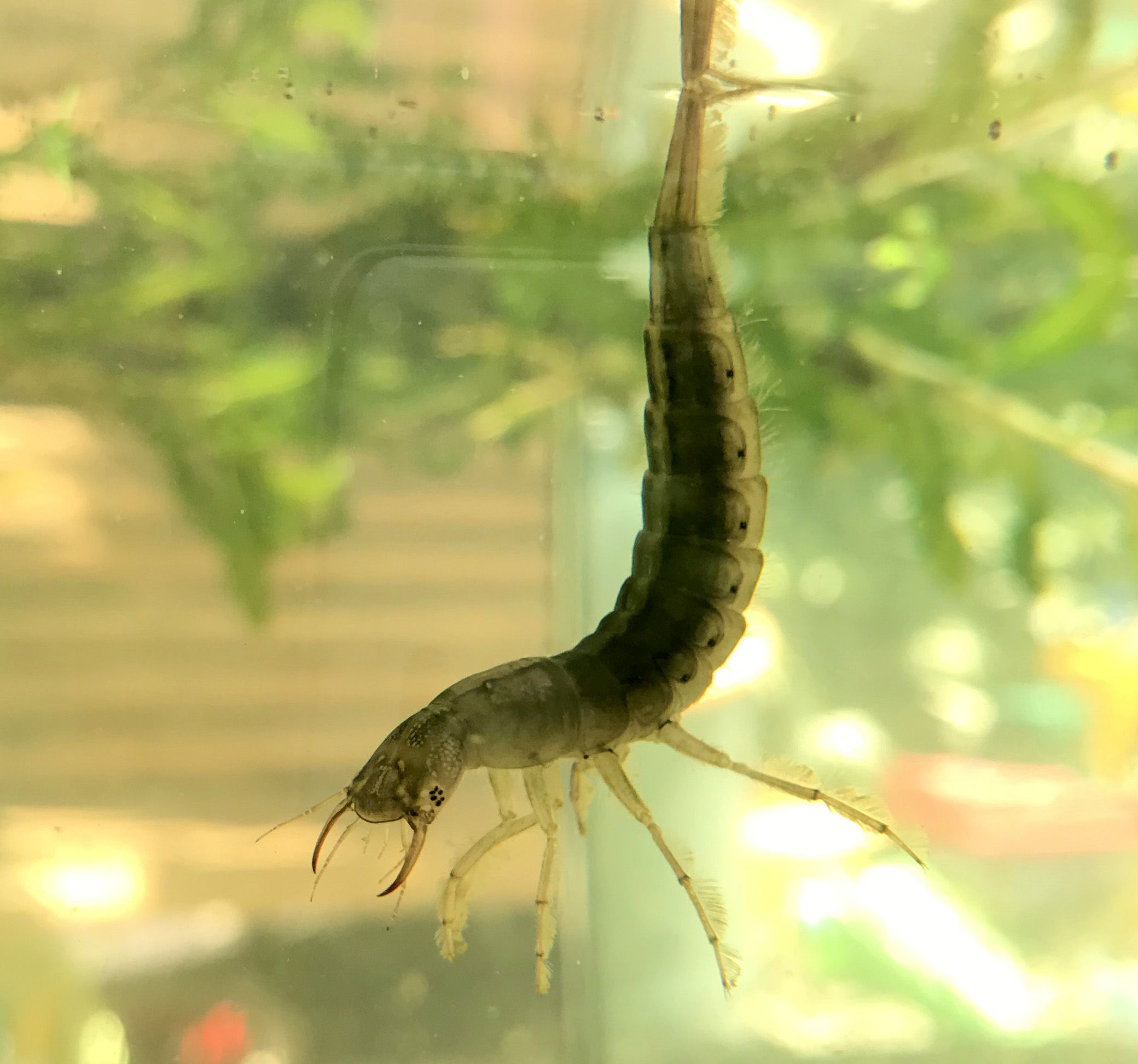
De larve van een geelgerande watertor, hangend aan het wateroppervlak.

Larven die uit het ei komen zijn enkele millimeters lang, maar exemplaren die bijna volgroeid zijn kunnen een lengte van zeven centimeter bereiken. De larve is bruin van kleur en wormachtig in het eerste stadium, maar al snel krijgt het lichaam een garnaalachtige, gekromde vorm. De larve is in één oogopslag te herkennen aan de karakteristieke s-vormige lichaamshouding. Hierbij wordt de kop naar beneden gehouden, het achterlijf sterk gekromd en de achterlijfspunt omhoog gestoken. De larve heeft een duidelijk gesegmenteerd achterlijf, waarbij het midden het breedst is en het uiteinde kegelvormig. Aan de achterlijfspunt zijn twee tasterdraden of cerci aanwezig. Met name de achterzijde van het lichaam en de cerci zijn fijn behaard. Ook de poten zijn voorzien van een dergelijke beharing. Deze kleine haartjes worden ook wel setae genoemd. De larve is te herkennen aan de sterk afgeplatte en verbrede kop, met twee duidelijk zichtbare kaken. De kaken of mandibels zijn sikkelachtig van vorm en duidelijk naar elkaar toe gekromd. De kaken zijn tangachtig en aan iedere zijde voorzien van twee draadachtige monddelen.
De poten zijn sprieterig en voorzien van een stekelachtige beharing.
De larven zijn gemakkelijk te verwarren met die van andere Dytiscus-soorten. Larven van soorten uit het verwante en veel voorkomende geslacht Cybister zijn echter makkelijk te herkennen. Cybister-larven hebben een dubbel ingesneden voorzijde van de kop (frontoclypeus), waardoor ze drie 'stekels' aan de voorzijde van de kop hebben. Bij de larven van Dytiscus-soorten zoals de geelgerande watertor is de voorzijde van de kop afgerond.
Zie voor het voedsel van de larven onder voedsel en voor de ontwikkeling onder voortplanting.

### Onderscheid met andere soorten

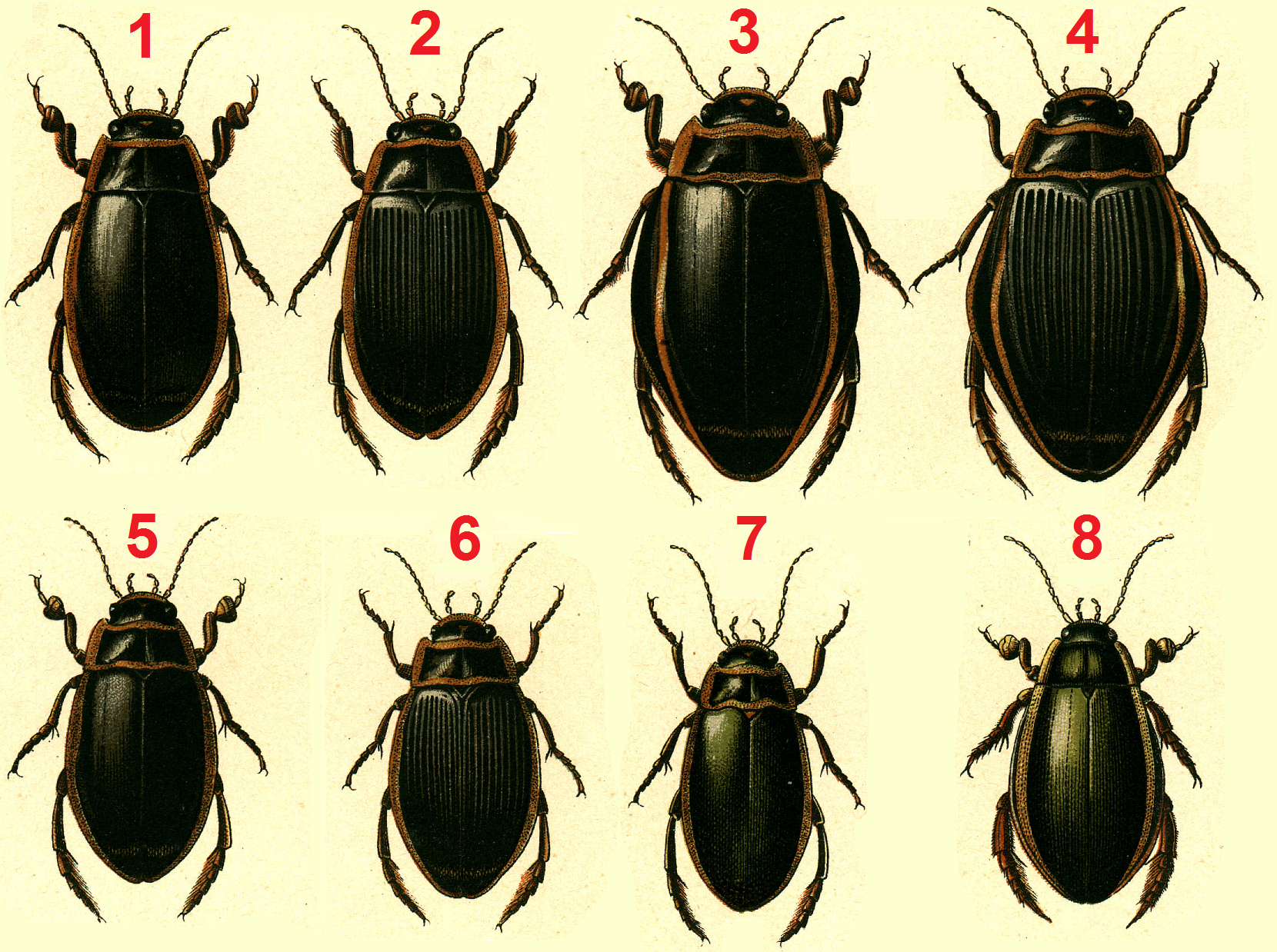
Vijf verschillende waterroofkevers:
Dytiscus dimidiatus (1 =♂, 2 =♀
Brede geelgerande watertor (3 =♂, 4 =♀
Geelgerande watertor (5 =♂, 6 =♀

De geelgerande watertor is binnen zijn areaal met verschillende keversoorten te verwarren. In België en Nederland komen zowel nauw verwante soorten voor, als waterkevers die minder sterk verwant zijn, maar door eenzelfde kleur en levenswijze uiterlijk overeenkomen. In België en Nederland leven ongeveer 130 verschillende soorten waterkevers waarvan de meeste gemakkelijk te onderscheiden zijn. Met name de soorten uit het geslacht Dytiscus zijn moeilijk te onderscheiden door een leek en ook de tuimelaar (Cybister laterimarginalis) vertoont overeenkomsten. In België zijn alle voorkomende Dytiscus- soorten beschermd, in Nederland alleen de brede geelgerande watertor Dytiscus latissimus.
De brede geelgerande watertor (Dytiscus latissimus) wordt groter dan de geelgerande watertor en bereikt een lichaamslengte van 36 tot 44 millimeter. Vaak is deze soort alleen al aan de lengte te onderscheiden, maar ook is de lichaamsvorm breder. De brede geelgerande watertor stond in Nederland lange tijd bekend als uitgestorven, maar is vanaf 2005 op verschillende plaatsen aangetroffen. In België is deze kever alleen in het verleden waargenomen en in Duitsland is de kever sinds 1990 op slechts drie plaatsen aangetroffen.
De noordse geelrandwaterroofkever (Dytiscus lapponicus) blijft met 24 tot 28 millimeter kleiner en heeft spits toelopende achterpoten. Het mannetje heeft fijne gele strepen op de dekschilden. De noordse geelrandwaterkever is zeer zeldzaam in Nederland en komt alleen voor op de Veluwe en in de provincie Drenthe. De gevlekte geelgerande waterkever (Dytiscus circumflexus) komt voornamelijk in westelijk Nederland voor in Noord- en Zuid-Holland en Zeeland, in de rest van Nederland zijn slechts enkele populaties bekend.
De zwartbuikgeelgerande waterkever (Dytiscus semisulcatus) is heel donker van kleur en blijft kleiner tot ongeveer 30 millimeter. Bij deze soort is de achterzijde van het halsschild zwart in plaats van geel.
De tuimelaar (Cybister laterimarginalis) behoort tot een ander geslacht, maar lijkt enigszins op de geelgerande watertor. De tuimelaar heeft een sterker afgeplat en meer gestroomlijnd lichaam en wordt met een lichaamslengte van 30 tot 37 millimeter ook iets groter. De soort is te herkennen aan het halsschild dat enkel aan de zijkanten een gele rand heeft en niet aan de voor- en achterzijde. De tuimelaar is in België en Nederland plaatselijk algemeen en kan soms talrijk voorkomen.
Naast waterroofkevers komen er ook waterkevers voor, die behoren tot de familie Hydrophidae. De bekendste soort is de grote spinnende watertor (Hydrous piceus), die echter altijd geheel zwart is en met een lengte tot 5 centimeter groter wordt. Andere waterkevers verschillen dusdanig in uiterlijk dat ze niet te verwarren zijn.

### Afbeeldingen

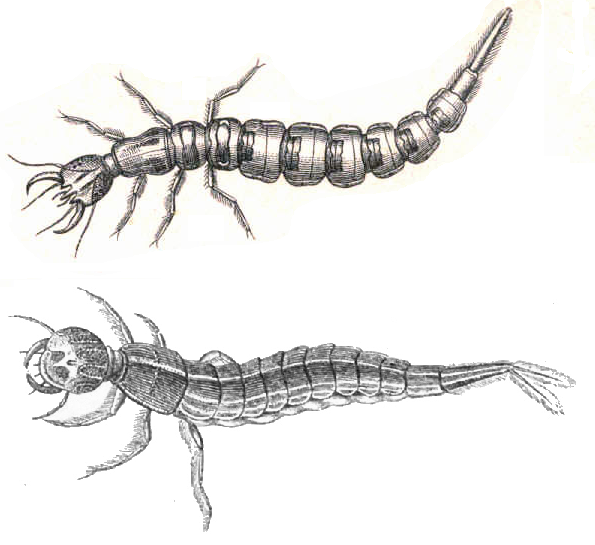
Larve Cybister (boven) en Dytiscus (onder)
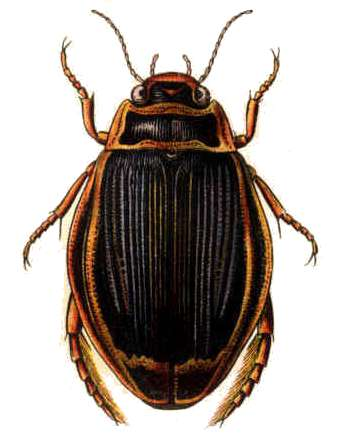
♀ Brede geelgerande watertor
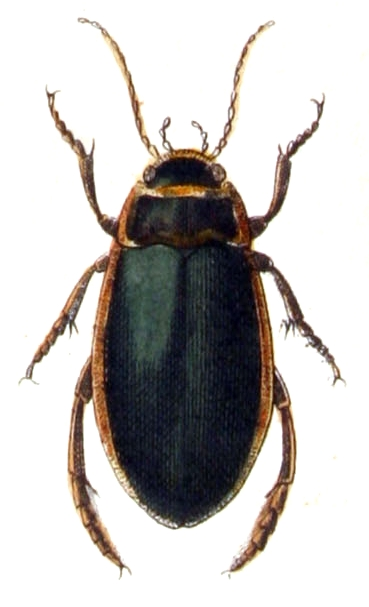
♀ Dytiscus circumflexus
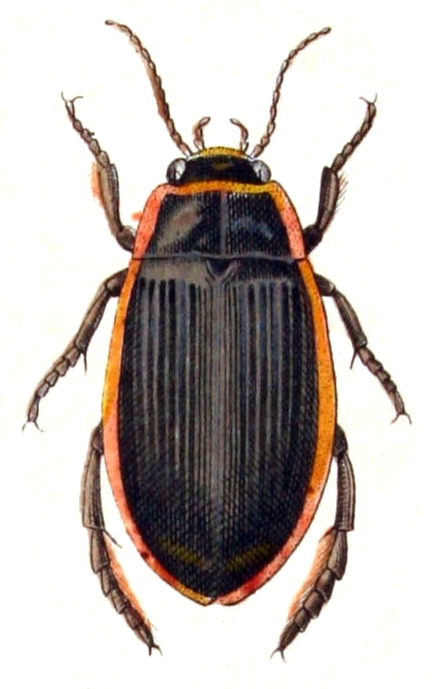
♀ Dytiscus dimidiatus

## Levenswijze

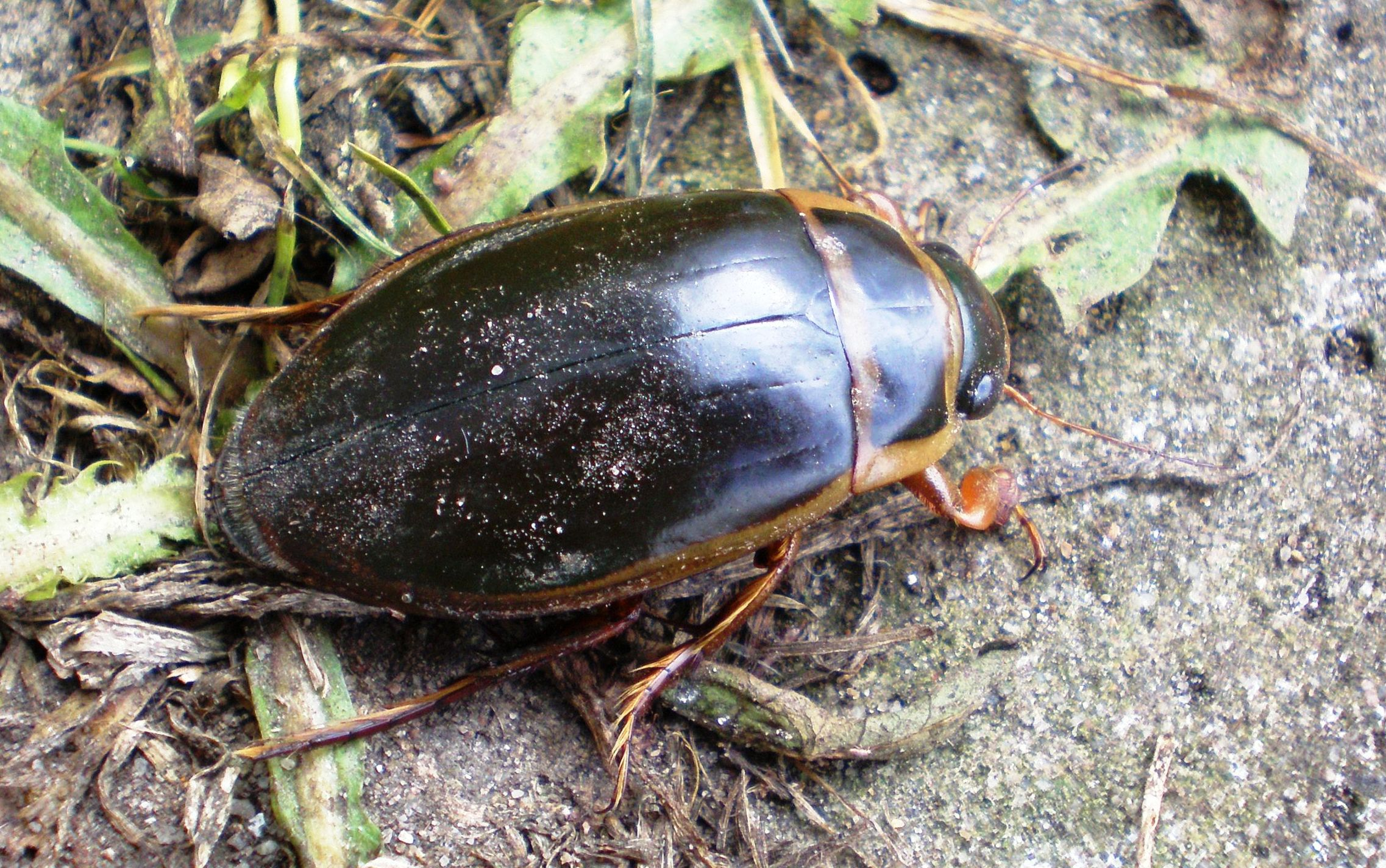
Op het land bewegen geelgerande watertorren zich onhandig.

De geelgerande watertor kan als het moet ook vliegen, dit gebeurt met name 's nachts en bij windstil weer. Er zijn eens vliegende exemplaren aangetroffen bij een buitentemperatuur van slechts 6,4° Celsius. Als de kever overdag vliegt is deze goed zichtbaar en ook goed te horen: de vleugelslag maakt een brommend geluid. Vlak voordat de kever zijn vleugels uitslaat wordt een zoemend geluid gemaakt, vermoedelijk om de vliesvleugels te conditioneren voor de vlucht.
De vleugels waarmee gevlogen wordt worden de achtervleugels genoemd en deze zijn opgevouwen onder de verharde voorvleugels of dekschilden. De dekschilden worden niet gebruikt om te vliegen. Als een waterbron uitdroogt begeeft de kever zich op het land en vliegt weg, op zoek naar een andere waterbron. Omdat de kever niet heel goed kan zien, worden soms spiegelende oppervlakken voor een watermassa aangezien en het diertje landt hierbij nog weleens op glazen daken, zwembaden of bouwsels. De kever kan in het donker de weerspiegeling van water waarnemen, maar wordt ook aangetrokken door licht.
De kever hoeft niet eerst te drogen als het water wordt verlaten. Het lichaam wordt immers, ondanks het permanente verblijf onder water, nooit nat dankzij klieren aan het borststuk die een wasachtige substantie afscheiden.
Een kever die op het land geraakt kan zich hier maar moeizaam voortbewegen. De platte, van franjes voorziene poten zijn niet echt geschikt om te lopen en de relatief grote en zware kevers bewegen zich er dan ook zeer onhandig.
Als in de herfst de temperatuur daalt, gaan de kevers in winterslaap. De geelgerande watertor overwintert in de modder op de bodem van het water. Soms overwintert de kever in de popkamer, zie onder voortplanting.

## Voortplanting en ontwikkeling

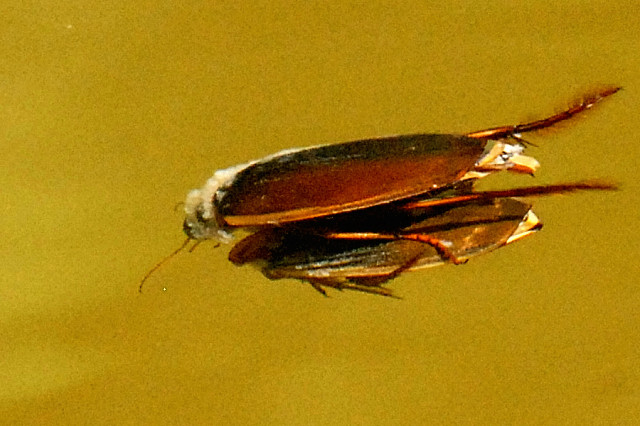
Paring van de geelgerande watertor.

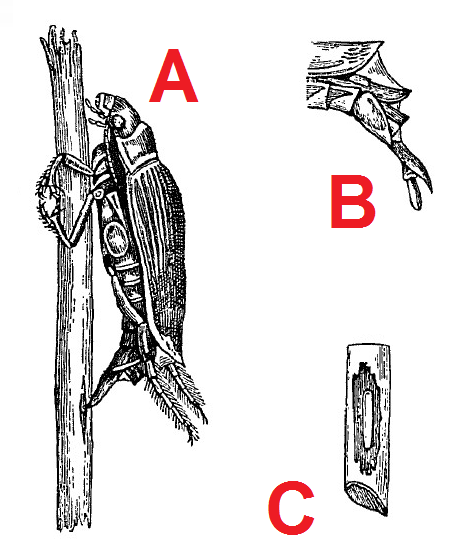
Eiafzet (A) met uitgestulpte legboor (B) en in een stengel afgezet ei (C)

De kevers paren meestal in de herfst, wat vrij uitzonderlijk is bij insecten. Tijdens de paring grijpt een mannetje het vrouwtje vast en zwemt een tijdje als een dubbeldekker met haar mee. Hierbij worden de zuignapjes aan de voorpoten van het mannetje gebruikt. Het vrouwtje zet haar eieren pas in de volgende lente af.

### Ei
De eieren van waterroofkevers zijn voor insecten vrij groot en kunnen een lengte van 7,5 millimeter bereiken. Het vrouwtje zet de eitjes een voor een af in plantenstengels. De meeste waterinsecten zoals bootsmannetjes zetten de eitjes af op het oppervlak van waterplanten. De geelgerande watertor gebruikt de legbuis of ovipositor om een gaatje te boren in de stengel van een waterplant. In de stengel wordt een ei afgezet dat hierdoor goed verborgen is. Ook in vegetatievrije wateren worden eitjes afgezet, gezien waarnemingen van larven in zwembaden en andere onbegroeide wateren.

### Larve
Als het ei na enkele weken uitkomt komt de larve tevoorschijn. De larve is een slechte zwemmer die snel met zijn poten slaat, maar slechts moeizaam vooruit komt. Alleen bij gevaar kan de larve plots vooruit schieten door kronkelende bewegingen te maken. De larve moet net als de volwassen kever regelmatig ademhalen. Als de larve zich met lucht heeft volgezogen is het lichaam lichter dan water en stijgt op zodra het substraat wordt losgelaten. De larve moet zich ergens aan vasthaken om niet voortdurend te hoeven blijven zwemmen.
Oudere larven, langer dan vier centimeter, zijn zo zwaar dat ze zich moeten ophouden in ondiepe wateren, omdat ze niet meer kunnen zwemmen. De larve vervelt verschillende malen waarbij de lichaamsvorm ongeveer gelijk blijft, maar de grootte steeds toeneemt. Uiteindelijk is de larve ongeveer zeven centimeter lang voordat de metamorfose plaatsvindt.

### Pop
De metamorfose vindt plaats op het land, de larve verlaat het water en graaft en een holletje in de oever. In een kleine kamer verpopt de larve waarbij het lichaam verandert in een bleekgele chrysalis.
Na enige tijd komt de pop uit en verschijnt de volwassen kever of imago. De ontwikkeling van pop tot imago kan in de zomer, als de temperaturen hoog zijn, binnen enkele weken worden voltooid. Bij lagere temperaturen duurt dit langer en als de larve vlak voor de winter verpopt, blijft de kever na uit de pop te zijn gekropen maandenlang ondergronds in zijn popkamer om pas in het voorjaar tevoorschijn te komen.
De geelgerande watertor kan als volwassen kever een leeftijd bereiken van vijf jaar. In vergelijking met andere insecten is dit zeer oud, de meeste soorten leven eenmaal volwassen enkele weken of maanden tot hooguit een jaar.

## Voedsel

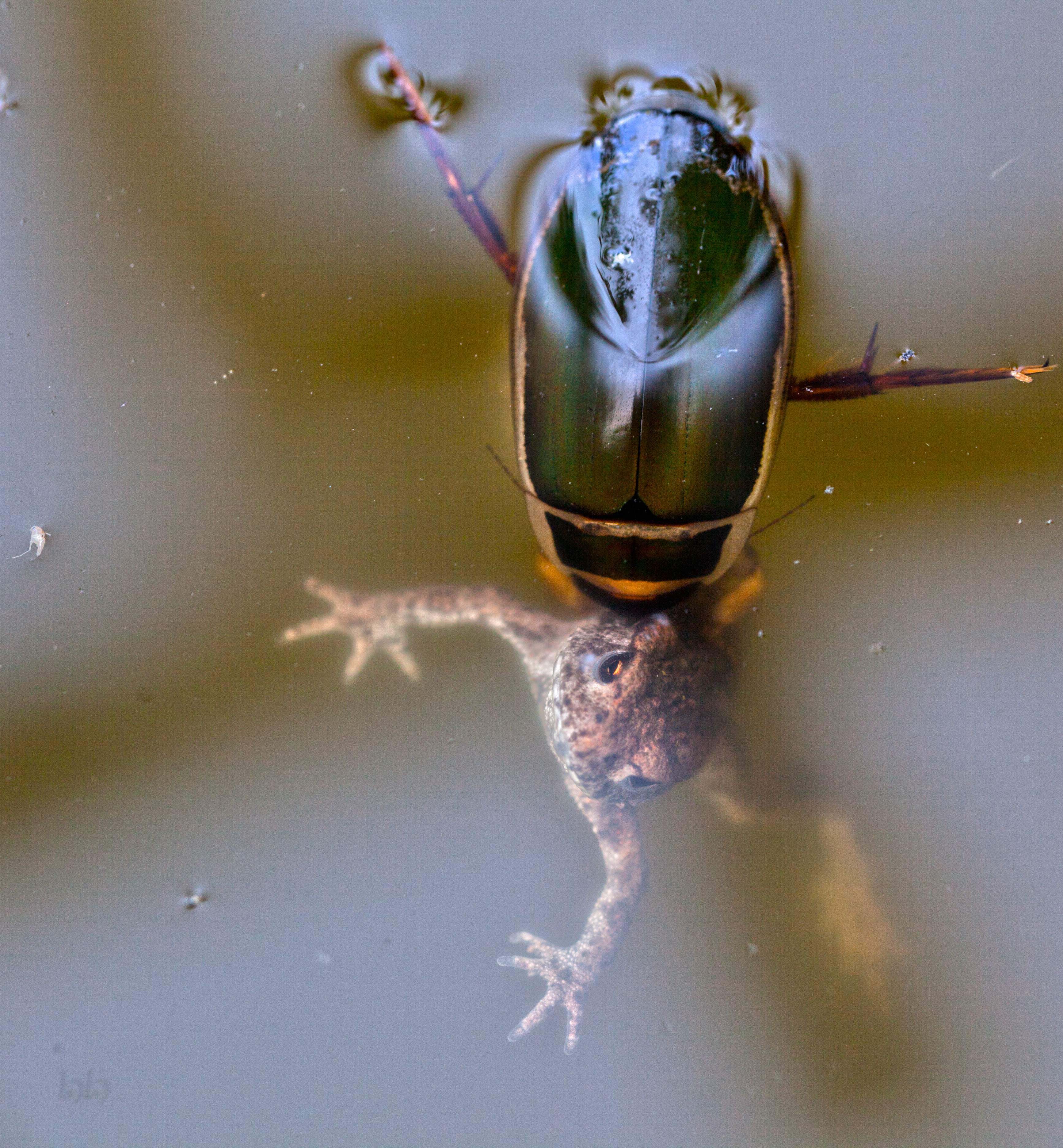
De geelgerande watertor valt zelfs kleine gewervelden aan, hier een jonge gewone pad (Bufo bufo).

De geelgerande watertor is een actieve en vraatzuchtige rover die op alles jaagt wat beweegt en niet te groot is. Voornamelijk andere insectenlarven die in het water leven worden gegrepen, zoals de larven van insecten als kevers en haften. Ook de roofzuchtige larven van libellen, die tevens een behoorlijke grootte bereiken, zijn geen partij voor de kever. De geelgerande watertor is een van de weinige ongewervelden die de waterspin op het menu heeft staan. Veel dieren vermijden het aanvallen van de spin door de giftige beet, maar de watertor heeft door de zware bepantsering weinig te duchten. Naast levende prooien worden ook dode dieren aangevreten. De kever kan door zijn lichaamslengte van 3,5 centimeter kleine vissen buitmaken, grotere prooien worden soms door meerdere exemplaren tegelijk aan stukken gescheurd. Van de geelgerande watertor is wel beschreven dat ook de volwassen kevers elkaar aanvallen en doden waaraan een fel gevecht voorafgaat.
De kever ontlast zich door de uitwerpselen met grote kracht weg te schieten tijdens het ademen aan het wateroppervlak. Het achterlijf steekt hierbij boven de waterspiegel uit. De uitwerpselen worden ook gebruikt om vijanden op afstand te houden. Zie onder verdediging.

### Larven
De larven zijn al even geduchte rovers als de volwassen kevers en worden vanwege hun agressieve en vraatzuchtige levenswijze ook wel watertijgers genoemd. De larve vangt vanuit een hinderlaag allerlei prooien die worden gegrepen met een plotselinge, snelle uithaal van de lange sikkelvormige holle gifkaken. Vervolgens wordt de prooi ingespoten met verterende sappen en leeggezogen. Aangezien de kaakdelen hol en enigszins doorzichtig zijn kan de sapstroom goed worden waargenomen. Eerst wordt een bruine verteringsvloeistof in de prooi gebracht die de prooi doodt en tevens vloeibaar maakt. Vervolgens wordt de prooi leeggezogen zodat er vaak niet meer dan een lege huid overblijft. De vloeistofstromen komen samen in het spijsverteringskanaal van de larve waarna ze naar de maag gepompt worden. De meeste insectenlarven hebben verschillende, gepaarde monddelen om de voedingsstoffen van buiten het lichaam naar de maag te brengen. Bij de larve van de geelgerande watertor nemen echter de zuigende kaakdelen alle taken over en zijn de overige monddelen sterk gedegenereerd.
De larve vangt soms prooidieren die de eigen lichaamslengte overtreffen zoals goudvissen en jonge koikarpers. Hierdoor wordt de kever door liefhebbers van kleine (goudvis-) vijvers soms gevreesd. Als de larven te weinig te eten hebben worden ze kannibalistisch en eten ze kleinere soortgenoten.

## Verdediging
De geelgerande watertor beschikt over verschillende aanpassingen om zich te verdedigen tegen vijanden. Het is een snelle en behendige zwemmer die aan veel onderwaterpredatoren kan ontsnappen. Bij bedreiging verstopt de kever zich op de bodem tussen de plantenwortels en blijft hier enige tijd zitten. De verteerde resten van prooien worden deels opgeslagen in een speciale kamer in het achterlijf. Vervolgens kan een wolk van uitwerpselen naar de verstoorder worden afgeschoten. Daarnaast kan een cortexon bevattende, wittige stof worden uitgescheiden door klieren die gelegen zijn in het halsschild. Cortexon is een hormoon dat een verlammende werking heeft op vissen en aquatische amfibieën zoals salamanders. De uitwerpselen stinken enorm, wat roofdieren er vaak van weerhoudt de kever aan te vallen.
Uit de klieren van de geelgerande watertor zijn de stoffen benzoëzuur, 4-hydroxybenzoëzuur, 4-hydroxybenzaldehyde en methylparabenen geïsoleerd, ze spelen een rol als antisepticum om bacteriegroei op het lichaam tegen te gaan.
Als de larve door mensen wordt opgepakt zal deze proberen te bijten. Omdat de kaken meestal niet krachtig genoeg zijn om door de huid heen te dringen wordt de beet wel gevoeld maar richt deze weinig schade aan. Als de larve er wel in slaagt de huid te penetreren worden onmiddellijk spijsverteringssappen geïnjecteerd wat leidt tot een zeer pijnlijke sensatie en een langzame wondgenezing. De volwassen kever beschikt in tegenstelling tot de larve over krachtige kaken. De kever kan hiermee zonder moeite door de huid bijten wat oppervlakkige verwondingen kan veroorzaken.
Een parasiet die de eieren van de kever aantast is de bronswesp Eustochus cinctus. De vrouwtjes van deze soort zijn net als andere wespen geen waterbewoners maar moeten het water betreden om hun eieren af te zetten in de eieren van de waterkever. Ze gebruiken hun vleugels om te zwemmen naar de waterplanten waar de eieren van de kever zijn afgezet. De wespen zijn in staat om eieren die reeds zijn geïnfecteerd door een andere wesp te herkennen en gaan op zoek naar een niet geïnfecteerd ei als voedsel voor de larven.

## Verspreiding en habitat
De geelgerande watertor is een palearctische soort die een grote verspreiding heeft binnen Europa en noordelijk Azië. Het noordelijkste deel van het verspreidingsgebied in Europa ligt in Scandinavië, in het westelijke deel komt de kever voor tot in het relatief geïsoleerde Groot-Brittannië inclusief Schotland en Ierland. Het verspreidingsgebied loopt oostelijk door in Azië via Rusland tot in Japan. In België en Nederland komt de geelgerande watertor overal algemeen voor en is tevens de meest .
De kever is te vinden in vele watertypes, maar voornamelijk in stilstaande en langzaam stromende wateren met een rijke onderwatervegetatie. Er is een voorkeur voior wateren met een zachte, modderige bodem, ook in zilte wateren voelt de kever zich thuis. Op kalk- en leisteengronden is de soort minder algemeen. Bekende vindplaatsen zijn sloten, rivierarmen, vennen en vijvers. Uit een studie naar verschillende soorten waterroofkevers in de natuurparken Nationaal Park De Meinweg en Turfkoelen in de Limburgse gemeente Roerdalen bleek dat de kever een generalist is. Zowel in oude als nieuw aangelegde wateren kwam de soort voor. Zelfs in waterplassen die in karrensporen zijn gevormd, is de soort gevonden. Met name in de voortplantingstijd vliegen de kevers vaak en komen zo in andere wateren terecht. Door het vermogen om te vliegen kunnen de kevers nieuwe wateren snel koloniseren zoals uitgegraven veedrinkplaatsen.